# Isbjerg
 Denne artikel omhandler ismasser. Opslagsordet har også en anden betydning, se Isbjerg (rapper).
Et isbjerg er en stor ismasse flydende i havvand.

## Beskrivelse
Ca. 1/10 del af isbjerget er over vandoverfladen, mens de resterende 9/10 dele er under på grund af isens mindre massefylde. Dette betyder, at isbjerge er farlige for skibe, da der er stor risiko for at støde ind i den del, der ligger under vandoverfladen, selvom man sejler uden om den synlige del af isbjerget. Mere farligt er det dog, når isbjerget ruller hurtigt rundt eller brækker over og rejser en stejl bølge på grund af ændret vægtfordeling. Men allerværst er de stykker, som brækker af isbjergets underside og med stor fart stiger op mod overfladen, langt fra isbjerget. Når isbjerge flyder så højt i vandet, skyldes det, at der er luft fanget i isen, og at saltvandet bærer bedre oppe end ferskvand.
Fra Challenger-Ekspeditionen kendes beskrivelse af tavleformede isbjerge med lodrette sider på omtrent 70 m højde. Parallelt med isbjergets overflade løber i den stejle brink en mængde matblå linjer, adskilte ved hvide mellemrum. Disse blå striber består af klar is; de hvide lag indeholder rimeligvis luftblærer. Disse isbjerge er løsrevne stykker af de ejendommelige, ovenpå flade ismasser, man har i de antarktiske kyststrøg, og som man har kaldt isshelfer. De ender ud mod havet med en lodret væg (isbarrieren), hvis højde veksler mellem nogle få og 200—300 m. Den af striberne antydede lagdeling i isen betegner de efter hinanden følgende perioders snelag, der ved solens varme om sommeren bliver delvis smeltede og ved det nedsynkende vands genfrysning omdannede til fast is.

## Dannelse
Isbjerge er løsrevne stykker af ferskvandsis stammende fra isbræer (gletsjere), der flyder i havet.
Idet isbræerne bevæger fra indlandet sig ned i havet og kommer på dybere og dybere vand, er det ofte tilfældet, at deres nedre ender lettes op og bliver flydende. Nu og da løsnes stykker af isbræens ende som et isbjerg og begynder en selvstændig tilværelse, drivende for strøm og vind. Løsningen af isfjeldene, kaldet "kalvning", sker rimeligvis undertiden ganske stille og rolig, men i andre tilfælde med larm og drøn. Er et løsgjort stykke højere, end det er bredt, vælter det sig om på siden eller kan vel endog vende selve undersiden op. Denne underside er som regel mere jævn og glat end oversiden.
Foruden på den beskrevne måde ved opdrift af en gletsjerende kan isbjerge, og da oftest mindre, dannes ved, at stykker falder ned fra en gletscherende.

## Det frigjorte isbjergs videre skæbne
Brændingen tærer på siderne, og det varme overfladevand smelter halvcylindriske vandrette hulrum i havniveauet. Isbjerge er undertiden opfyldte af sten, der har været indesluttede i gletsjerne.
Isbjerge fra Grønlands vest- og østkyst driver syd over til havet over New-Foundlands-bankerne, hvor de smelter i det varme vand fra Golfstrømmen og aflæsser deres sten på bunden. Isbjerge, som er komne syd på til varmere egne, foranlediger ofte ved deres afkølende indflydelse på luften, at der danner sig tåge i deres nærhed. Isbjergtågen på New-Foundlands-bankerne er af den grund en af de væsentligste farer ved sejladsen mellem Nordamerika og Europa.
De store isbjerge fra Antarktis kan holde sig flydende eller grundstødte i årevis for at end op som mindre isbjerge, som der ikke kan holdes styr på.
Drivisens omfang og bevægelse spiller en stor betydning for havets dyreliv, og herigennem for næringslivet. Således er der påvist en sammenhæng mellem omfang af drivis og hvalfangsten.

## Udbredelse
Isbjerge findes i de arktiske og antarktiske have, hvor der på søkort er angivet grænser for isbjergenes normale udbredelse.
Isbjergene i Nordatlanten stammer overvejende fra Grønland.
Der udarbejdes også kort med den aktuelle udbredelse, som kan hentes via internettet, hvilket sker i samarbejde med Danish Center for Remote Sensing (DCRS) på DTU (se eksterne sider nedenfor).

## Ulykker med isbjerge
De mest kendte skibsulykker med isbjerge er oceandamperen Titanic, som forliste 15. april 1912 og M/S Hans Hedtofts forlis den 30. januar 1959, hvor 95 passagerer og besætningsmedlemmer omkom.

## Eksterne sider
- H. Rink: "Om Indlandsisen og om Frembringelsen af de svømmende Isfjælde (efter de seneste Iagttagelser)" (Geografisk Tidsskrift, Bind 1; 1877) (Webside ikke længere tilgængelig)
- H. Rink: "Resultaterne af de nyeste danske Undersøgelser i Grønland, med Hensyn til Indlandet og de svømmende Isbjærges Oprindelse" (Geografisk Tidsskrift, Bind 9; 1887)
- K.J.V. Steenstrup: "Hvorledes dannes de store Isfjælde?" (Geografisk Tidsskrift, Bind 11; 1891)
- R.R.J. Hammer: "Om de store Isfjældes Dannelse" (Geografisk Tidsskrift, Bind 12; 1893)
- Hinrich Rink: "Isbjerge" (i: Salmonsens Konversationsleksikon, 2. udgave, bind XII (1922), s. 522-523)
- Den aktuelle udbredelse hentet fra DCRS på DTU
- Isbjerggalleri Arkiveret 2. marts 2009 hos  Wayback Machine